# Al Shabab Al Arabi Club 2012-2013
Questa voce raccoglie le informazioni riguardanti l'Al Shabab Al Arabi Club nelle competizioni ufficiali della stagione 2012-2013.

## Stagione
La 2012-2013 per l'Al-Shabab sarà un'altra stagione da passare nei vertici del campionato emiratino ed inoltre sarà la seconda stagione di seguito in cui la squadra prenderà parte alla AFC Champions League cercando di migliorare la prestazione della stagione precedente e per fare questo c'è stato un cambio in panchina dove al posto del brasiliano Paulo Bonamigo è stato scelto l'ex ct della nazionale di calcio libica Marcos Paquetá.

## Rosa
| N. |                                | Ruolo | Calciatore       |
| -- | ------------------------------ | ----- | ---------------- |
| 2  | Emirati Arabi Uniti (bandiera) | D     | Issa Mohammed    |
| 3  | Emirati Arabi Uniti (bandiera) | D     | Abdullah Darwish |
| 12 | Brasile (bandiera)             | C     | Luiz Henrique    |
| 4  | Emirati Arabi Uniti (bandiera) | D     | Mohammed Marzooq |
| 5  | Emirati Arabi Uniti (bandiera) | D     | Walid Abbas      |
| 6  | Emirati Arabi Uniti (bandiera) | D     | Hassan Ibrahim   |
| 7  | Uzbekistan (bandiera)          | C     | Azizbek Haydarov |
| 16 | Emirati Arabi Uniti (bandiera) | A     | Abdullah Issa    |
| 13 | Emirati Arabi Uniti (bandiera) | C     | Ibrahim Abdullah |
| 14 | Emirati Arabi Uniti (bandiera) | D     | Sami Anbar       |
| 27 | Emirati Arabi Uniti (bandiera) | A     | Sanad Ali        |
| 15 | Emirati Arabi Uniti (bandiera) | C     | Dawood Ali       |

| N. |                                | Ruolo | Calciatore            |  |
| -- | ------------------------------ | ----- | --------------------- |  |
| 18 | Emirati Arabi Uniti (bandiera) | P     | Salim Abdulla         |  |
| 19 | Emirati Arabi Uniti (bandiera) | D     | Mohamed Ahmed         |  |
| 20 | Emirati Arabi Uniti (bandiera) | C     | Naser Masood          |  |
| 11 | Emirati Arabi Uniti (bandiera) | A     | Abdullah Abdul Rahman |  |
| 21 | Emirati Arabi Uniti (bandiera) | C     | Adel Abdullah Abbas   |  |
| 24 | Emirati Arabi Uniti (bandiera) | A     | Essa Obaid            |  |
| 25 | Emirati Arabi Uniti (bandiera) | D     | Mahmoud Qassim        |  |
| 9  | Brasile (bandiera)             | A     | Edgar                 |  |
| 29 | Emirati Arabi Uniti (bandiera) | D     | Esam Dhahi            |  |
| 30 | Emirati Arabi Uniti (bandiera) | P     | Ismail Rabee Juma     |  |
| 33 | Emirati Arabi Uniti (bandiera) | D     | Hamdan Qassim         |  |
| 77 | Emirati Arabi Uniti (bandiera) | A     | Rashid Hassan         |  |
| 99 | Brasile (bandiera)             | A     | Ciel                  |  |

## Calciomercato
Durante la sessione estiva del mercato l'Al-Shabab acquista diversi giocatori che andranno a migliorare il reparto offensivo della squadra come: il brasiliano Edgar dal Vitória Sport Clube, il bahreinita Abdullah Issa dal Al-Ahli Manama e l'emiratino Abdullah Abdul Rahman dallo Sharjah SC,inoltre arriva anche il centrocampista sempre brasiliano Luiz Henrique dai giapponesi del Jeonbuk FC.
Per quanto riguarda le cessioni c'e da registrare il ritorno di Kieza al Cruzeiroe la cessione al Al-Ain del difensore Mohamed Ahmed.

### Sessione estiva(dall'1/7 all'1/9)
| Acquisti | Acquisti              | Acquisti          | Acquisti   |
| R.       | Nome                  | da                | Modalità   |
| -------- | --------------------- | ----------------- | ---------- |
| A        | Abdullah Abdul Rahman | Sharjah           | definitivo |
| C        | Luiz Henrique         | Jeonbuk Hyundai   | definitivo |
| A        | Abdullah Issa         | Al-Ahli           | definitivo |
| A        | Edgar                 | Vitória Guimarães | definitivo |

| Cessioni | Cessioni      | Cessioni | Cessioni      |
| R.       | Nome          | a        | Modalità      |
| -------- | ------------- | -------- | ------------- |
| A        | Kieza         | Cruzeiro | fine prestito |
| D        | Mohamed Ahmed | Al-Ain   | prestito      |
| A        | Éder Luciano  | Sharjah  | definitivo    |

### Sessione invernale(dall'1/1 al 31/1)
| Cessioni | Cessioni          | Cessioni             | Cessioni |
| R.       | Nome              | da                   | Modalità |
| -------- | ----------------- | -------------------- | -------- |
| C        | Carlos Villanueva | Universidad Católica | prestito |

## Risultati

### Campionato

#### Girone di andata
| Arbitro: | Abdulwahed Khater |

|                              |           |  |
| E. Obaid 22’ Edgar Silva 76’ | Marcatori |  |

| Arbitro: | Mohamed Abdulla Hassan Mohd |

|                   |           |  |
| S. Al Kathiri 87’ | Marcatori |  |

| Arbitro: | amad Al Shaikh Hashmi |

|                          |           |                                             |
| Ciel 31’ Edgar Silva 70’ | Marcatori | 25’, 72’ Mascara 30’ N. Akram 52’ B. Correa |

| Arbitro: | Ali Hamad Madhad Saif Al Badwawi |

|                                                |           |              |
| A. Emana 16’ Grafite 16’, 40’, 80’ Jimenez 70’ | Marcatori | 60’ E. Dhahi |

| Arbitro: | Ammar Ali Abdulla Jumaa Al Junaibi |

|                         |           |                         |
| W. Abbas 33’ Ciel 45+4’ | Marcatori | 8’ B. Kabi 60’ S. Ahmed |

| Arbitro: | Abdulla Ali Al Ajel Al Zaabi |

|             |           |                 |
| M. Diop 35’ | Marcatori | 62’ L. Henrique |

| Arbitro: | Abdulwahid Qhater |

|                 |           |                               |
| Ciel 54’, 90+3’ | Marcatori | 43’, 64’ A. Gyan 73’ I. Ahmed |

| Arbitro: | Mohamed Abdelkarim Mohamed Ismail Al Zarouni |

|                           |           |                 |
| S. Ahmed 67’ A. Jumaa 87’ | Marcatori | 11’ L. Henrique |

| Arbitro: | Ali Hamad Madhad Saif Al Badwawi |

|                                |           |               |
| H. Ibrahim 49’ Edgar Silva 85’ | Marcatori | 80’ E. Alfaro |

| Arbitro: | Abdulla Najee Al Harthi |

|          |           |                                 |
| Alex 52’ | Marcatori | 80’ A. Haydarov 85’ Edgar Silva |

| Arbitro: | Sultan Abdulrazaq Ibrahim Al Marzouqi |

|  |           |                                  |
|  | Marcatori | 9’ Edgar Silva 90+4’ A. Haydarov |

| Arbitro: | Yaqoub Yousef Qasim Al Hammadi |

|                              |           |                 |
| E. Obaid 19’, 54’ Ciel 90+3’ | Marcatori | 90+1’ R. Yaslam |

| Arbitro: | Ali Hamad Madhad Saif Al Badwawi |

|  |           |                                      |
|  | Marcatori | 26’, 73’ L. Henrique 53’ Edgar Silva |

#### Girone di Ritorno
| Arbitro: | Fahad Al Kassar Banihammad |

|                 |           |  |
| Aboutrika 45+1’ | Marcatori |  |

| Arbitro: | Ammar Ali Abdulla Jumaa Al Junaibi |

|                                                 |           |                                  |
| L. Henrique 14’ A. Haydarov 47’ Edgar Silva 78’ | Marcatori | 21’ A. Al Noubi 69’ H. Al Kamali |

| Dubai 15 febbraio 2013, ore 14:10 16ª giornata                                        | Al-Nasr   | 2 – 3 referto                     | Al-Shabab | Al Maktoum Stadium (3.265 spett.) |
| \| \| \| \| \| Léo Lima 28’, 50’ \| Marcatori \| 8’, 88’ Edgar Silva 79’ A. Hassan \| |           |                                   |           |                                   |
|                                                                                       |           |                                   |           |                                   |
| Léo Lima 28’, 50’                                                                     | Marcatori | 8’, 88’ Edgar Silva 79’ A. Hassan |           |                                   |

| Dubai 21 febbraio 2013, ore 14:10 17ª giornata             | Al-Shabab | 2 – 0 referto | Al-Ahli Dubai | Al Shabab Stadium (2.451 spett.) |
| \| \| \| \| \| Ciel 33’ Edgar Silva 78’ \| Marcatori \| \| |           |               |               |                                  |
|                                                            |           |               |               |                                  |
| Ciel 33’ Edgar Silva 78’                                   | Marcatori |               |               |                                  |

| Arbitro: | Hamad Al Shaikh Hashmi |

|               |           |                        |
| Kabi 11’, 63’ | Marcatori | 73’, 90+3’ Edgar Silva |

| Arbitro: | Fahad Al Kassar Banihammad |

|  |           |                             |
|  | Marcatori | 39’ Mohammed 55’ Al Hammadi |

| Arbitro: | Ali Hamad Madhad Saif Al Badwawi |

|                      |           |                 |
| Brosque 78’ Gyan 81’ | Marcatori | 50’ L. Henrique |

| Arbitro: | Ammar Ali Abdulla Jumaa Al Junaibi |

|                                                      |           |              |
| Ciel 56’, 68’ Edgar Silva 60’ Qassim 84’ Obaid 90+1’ | Marcatori | 62’ Mabkhout |

| Dubai 27 aprile 2013, ore 17:30 22ª giornata                      | Al-Wasl   | 2 – 1 referto   | Al-Shabab | Zabeel Stadium |
| \| \| \| \| \| Alfaro 30’, 89’ \| Marcatori \| 40’ Edgar Silva \| |           |                 |           |                |
|                                                                   |           |                 |           |                |
| Alfaro 30’, 89’                                                   | Marcatori | 40’ Edgar Silva |           |                |

| Arbitro: | Yaqoub Yousef Qasim Al Hammadi |

|                     |           |  |
| Qassim 65’ Ciel 90’ | Marcatori |  |

| Arbitro: | Yaseen Al Mansory |

|                           |           |                         |
| Hassan 64’, 78’ Obaid 66’ | Marcatori | 21’ Ismail 90’ Al Jamhi |

| Arbitro: | Hamad Ali Yousef |

|  |           |                          |
|  | Marcatori | 76’ L. Henrique 87’ Ciel |

| Arbitro: | Yaqoub Yousef Qasim Al Hammadi |

|                 |           |                      |
| Mohamed Ali 63’ | Marcatori | 24’ Khamis 75’ N'dri |

### Etisalat Emirates Cup

#### Fase a Gironi
| Arbitro: | Adel Al Naqbi |

|         |           |                |
| Ciel 1’ | Marcatori | 81’ L. Jiménez |

| Arbitro: | Bader Abdullah |

|  |           |                                          |
|  | Marcatori | 33’ L. Henrique 53’ Ciel 54’ Edgar Silva |

| Arbitro: | Easa Khalifa Al Hajri |

|                           |           |                                |
| Edgar Silva 66’, 80’, 81’ | Marcatori | 7’ Shehab Ahmed 47’ Founéké Sy |

| Dubai 4 gennaio 2013, ore 15:30 4ª giornata | Al-Ahli Dubai                  | 0 – 0 referto | Al-Shabab | Al-Rashid Stadium (1.685 spett.)\| Arbitro: \| Yaqoub Yousef Qasim Al Hammadi \| |
| Arbitro:                                    | Yaqoub Yousef Qasim Al Hammadi |               |           |                                                                                  |

| Arbitro: | Adel Al Naqbi |

|                                 |           |                   |
| L. Henrique 58’ Edgar Silva 61’ | Marcatori | 51’ Luiz Fernando |

| Arbitro: | Abdulla Najee Al Harthi |

|              |           |                                              |
| Fettouhi 51’ | Marcatori | 16’ Edgar Silva 33’ Haydarov 72’ L. Henrique |

#### Fase Finale
| Arbitro: | Mohamed Abdulla Hassan Mohd |

|                 |           |                         |
| L. Henrique 56’ | Marcatori | 23’ Fettouhi 29’ Hassan |

### Coppa del presidente
| Dubai 20 dicembre 2012, ore 16:45 Ottavi di Finale                             | Al-Shabab | 3 – 1 referto  | Al-Nasr | Zabeel Stadium (4.598 spett.) |
| \| \| \| \| \| Ciel 45’ Edgar Silva 50’, 65’ \| Marcatori \| 20’ G. Mascara \| |           |                |         |                               |
|                                                                                |           |                |         |                               |
| Ciel 45’ Edgar Silva 50’, 65’                                                  | Marcatori | 20’ G. Mascara |         |                               |

| Dubai 2 febbraio 2013, ore 15:45 Quarti di Finale | Al-Shabab | 1 – 0 referto | Sharjah | Rashed Stadium (2.487 spett.) |
| \| \| \| \| \| E. Obaid 79’ \| Marcatori \| \|    |           |               |         |                               |
|                                                   |           |               |         |                               |
| E. Obaid 79’                                      | Marcatori |               |         |                               |

| Al Ain 6 maggio 2013, ore 14:10 Semi-Finale                    | Al-Shabab | 2 – 0 referto | Al-Wahda | Sheikh Khalifa International Stadium |
| \| \| \| \| \| Haydarov 75’ Edgar Silva 80’ \| Marcatori \| \| |           |               |          |                                      |
|                                                                |           |               |          |                                      |
| Haydarov 75’ Edgar Silva 80’                                   | Marcatori |               |          |                                      |

### AFC Champions League

#### Play-off
| Arbitro: | Malik Abdul Bashir |

|                                   |                      |                                       |
| Razaghirad 6’                     | Marcatori            | 89’ Dhahi                             |
| Razaghirad Fallah Wirikom Khalili | Tiri di rigore 4 – 5 | Edgar L. Henrique Ciel Masood Marzooq |

#### Fase a Gironi
| Arbitro: | Andre El Haddad |

|                      |           |           |
| Soria 20’ Msakni 33’ | Marcatori | 11’ Edgar |

| Arbitro: | Ali Abdulnabi |

|  |           |                |
|  | Marcatori | 85’ Iskanderov |

| Arbitro: | Minoru Tojo |

|            |           |  |
| Masood 81’ | Marcatori |  |

| Arbitro: | Abdullah Al Hilali |

|                                            |           |           |
| Bashir 16’, 71’ Al-Shehri 42’ Al-Salem 80’ | Marcatori | 51’ Edgar |

| Arbitro: | Lee Min-Hu |

|                                |           |            |
| Obaid 46’ Ciel 76’ Edgar 90+2’ | Marcatori | 36’ Msakni |

| Arbitro: | Mohsen Torkey |

|                       |           |                   |
| Makharadze 19’ (pen.) | Marcatori | 1’ Dhahi 64’ Ciel |

#### Fase Finale
| Arbitro: | Yūichi Nishimura |

|                             |           |                                                |
| L. Henrique 45+2’ Edgar 85’ | Marcatori | 55’ Samuel 72’ Nekounam 80’ Majidi 89’ Heydari |

| Tehran 22 maggio 2013, ore 14:00 ritorno ottavi | Esteghlal | 0 – 0 referto | Al-Shabab | Stadio Azadi (25.700 spett.)\| Arbitro: \| Tan Hai \| |
| Arbitro:                                        | Tan Hai   |               |           |                                                       |

## Statistiche dei giocatori
| Giocatore      | UAE Pro-League | UAE Pro-League | UAE Pro-League | UAE Pro-League | Coppa del Presidente | Coppa del Presidente | Coppa del Presidente | Coppa del Presidente | AFC Champions League | AFC Champions League | AFC Champions League | AFC Champions League | Etisalat Emirates Cup | Etisalat Emirates Cup | Etisalat Emirates Cup | Etisalat Emirates Cup | Totale   | Totale | Totale      | Totale     |
| Giocatore      | Presenze       | Reti           | Ammonizioni    | Espulsioni     | Presenze             | Reti                 | Ammonizioni          | Espulsioni           | Presenze             | Reti                 | Ammonizioni          | Espulsioni           | Presenze              | Reti                  | Ammonizioni           | Espulsioni            | Presenze | Reti   | Ammonizioni | Espulsioni |
| -------------- | -------------- | -------------- | -------------- | -------------- | -------------------- | -------------------- | -------------------- | -------------------- | -------------------- | -------------------- | -------------------- | -------------------- | --------------------- | --------------------- | --------------------- | --------------------- | -------- | ------ | ----------- | ---------- |
| I. Mohammed    | 8              | 0              | 4              | 1              | 1                    | 0                    | 0                    | 0                    | 2                    | 0                    | 1                    | 0                    | 3                     | 0                     | 1                     | 0                     | 14       | 0      | 6           | 1          |
| A. Darwish     | 11             | 0              | 0              | 0              | 2                    | 0                    | 0                    | 0                    | 2                    | 0                    | 1                    | 0                    | 3                     | 0                     | 0                     | 0                     | 18       | 0      | 1           | 0          |
| M. Marzooq     | 16             | 0              | 2              | 0              | 2                    | 0                    | 0                    | 0                    | 6                    | 0                    | 0                    | 1                    | 1                     | 0                     | 0                     | 0                     | 25       | 0      | 2           | 1          |
| W. Abbas       | 21             | 1              | 4              | 0              | 2                    | 0                    | 0                    | 0                    | 6                    | 0                    | 2                    | 0                    | 2                     | 0                     | 0                     | 0                     | 31       | 1      | 6           | 0          |
| S. Ali         | 6              | 0              | 0              | 0              | 1                    | 0                    | 0                    | 0                    | 2                    | 0                    | 0                    | 0                    | 0                     | 0                     | 0                     | 0                     | 9        | 0      | 0           | 0          |
| A. Haydarov    | 19             | 3              | 6              | 0              | 1                    | 1                    | 0                    | 0                    | 5                    | 0                    | 0                    | 0                    | 4                     | 1                     | 0                     | 0                     | 29       | 5      | 6           | 0          |
| Luiz Henrique  | 22             | 6              | 5              | 0              | 2                    | 0                    | 1                    | 0                    | 5                    | 1                    | 2                    | 0                    | 6                     | 4                     | 0                     | 0                     | 35       | 11     | 8           | 0          |
| Edgar          | 22             | 14             | 4              | 0              | 3                    | 3                    | 0                    | 0                    | 6                    | 3                    | 2                    | 0                    | 7                     | 6                     | 0                     | 0                     | 38       | 26     | 6           | 0          |
| I. Abdullah    | 4              | 0              | 1              | 0              | 2                    | 0                    | 0                    | 0                    | 2                    | 0                    | 2                    | 0                    | 3                     | 0                     | 1                     | 0                     | 11       | 0      | 4           | 0          |
| S. Anbar       | 20             | 0              | 4              | 0              | 1                    | 0                    | 0                    | 0                    | 4                    | 0                    | 1                    | 0                    | 5                     | 0                     | 1                     | 0                     | 30       | 0      | 6           | 0          |
| D. Ali         | 21             | 0              | 1              | 0              | 2                    | 0                    | 0                    | 1                    | 4                    | 0                    | 0                    | 0                    | 6                     | 0                     | 1                     | 0                     | 33       | 0      | 2           | 1          |
| S. Abdulla     | 14             | 0              | 3              | 0              | 2                    | 0                    | 1                    | 0                    | 4                    | 0                    | 0                    | 0                    | 6                     | 0                     | 0                     | 0                     | 26       | 0      | 4           | 0          |
| N. Masood      | 11             | 0              | 1              | 0              | 2                    | 0                    | 1                    | 0                    | 4                    | 1                    | 2                    | 0                    | 3                     | 0                     | 0                     | 0                     | 20       | 1      | 4           | 0          |
| A. Abdullah    | 14             | 0              | 2              | 0              | 2                    | 0                    | 0                    | 0                    | 3                    | 0                    | 1                    | 0                    | 4                     | 0                     | 3                     | 0                     | 23       | 0      | 6           | 0          |
| M. Mohamed Ali | 8              | 0              | 0              | 0              | 0                    | 0                    | 0                    | 0                    | 3                    | 0                    | 0                    | 0                    | 5                     | 0                     | 0                     | 0                     | 16       | 0      | 0           | 0          |
| E. Obaid       | 17             | 5              | 4              | 0              | 2                    | 1                    | 0                    | 0                    | 7                    | 1                    | 2                    | 0                    | 7                     | 0                     | 1                     | 0                     | 33       | 7      | 7           | 0          |
| M. Qassim      | 12             | 1              | 3              | 0              | 1                    | 0                    | 0                    | 0                    | 4                    | 0                    | 1                    | 0                    | 1                     | 0                     | 1                     | 0                     | 18       | 1      | 5           | 0          |
| H. Ibrahim     | 16             | 1              | 5              | 0              | 0                    | 0                    | 0                    | 0                    | 6                    | 0                    | 3                    | 0                    | 6                     | 0                     | 3                     | 0                     | 28       | 1      | 11          | 0          |
| A. Abdulrahman | 0              | 0              | 0              | 0              | 1                    | 0                    | 0                    | 0                    | 0                    | 0                    | 0                    | 0                    | 0                     | 0                     | 0                     | 0                     | 1        | 0      | 0           | 0          |
| E. Dhahi       | 17             | 1              | 1              | 0              | 0                    | 0                    | 0                    | 0                    | 6                    | 2                    | 0                    | 0                    | 7                     | 0                     | 0                     | 0                     | 30       | 3      | 1           | 0          |
| I. Rabee       | 10             | 0              | 3              | 0              | 1                    | 0                    | 0                    | 0                    | 3                    | 0                    | 0                    | 0                    | 1                     | 0                     | 0                     | 0                     | 15       | 0      | 3           | 0          |
| A. Hassan      | 2              | 1              | 1              | 0              | 0                    | 0                    | 0                    | 0                    | 0                    | 0                    | 0                    | 0                    | 1                     | 0                     | 0                     | 0                     | 3        | 1      | 1           | 0          |
| H. Qassim      | 7              | 1              | 1              | 0              | 0                    | 0                    | 0                    | 0                    | 2                    | 0                    | 0                    | 0                    | 2                     | 0                     | 1                     | 0                     | 11       | 1      | 2           | 0          |
| R. Hassan      | 2              | 2              | 1              | 0              | 0                    | 0                    | 0                    | 0                    | 3                    | 0                    | 2                    | 0                    | 1                     | 0                     | 0                     | 0                     | 6        | 2      | 3           | 0          |
| Ciel           | 21             | 9              | 6              | 0              | 2                    | 1                    | 0                    | 0                    | 7                    | 2                    | 1                    | 0                    | 5                     | 2                     | 2                     | 0                     | 35       | 14     | 9           | 0          |